# Žarnovica (nádraží)
Žarnovica je železniční stanice v Žarnovici. Leží na trati 150 Nové Zámky – Zvolen. Je elektrizována střídavou soustavou 25 kV 50 Hz.

## Doprava
Ve stanici se nacházejí čtyři dopravní a jedna manipulační kolej, disponuje třemi úrovňovými nástupišti s délkou 350 metrů. Ze stanic odbočují tři vlečky.
Stanice má pokladnu ZSSK vydávající vnitrostátní lístky a vybrané mezinárodní lístky.